# Petrorossia ceylonica
Petrorossia ceylonica är en tvåvingeart som först beskrevs av Enrico Adelelmo Brunetti 1909.  Petrorossia ceylonica ingår i släktet Petrorossia och familjen svävflugor.
Artens utbredningsområde är Sri Lanka. Inga underarter finns listade i Catalogue of Life.